# I liga peruwiańska w piłce nożnej (2003)
I liga peruwiańska w piłce nożnej (2003)
Mistrzem Peru został klub Alianza Lima, natomiast wicemistrzem Peru – klub Club Sporting Cristal.
Do Copa Libertadores w roku 2004 zakwalifikowały następujące kluby:
- Club Sporting Cristal (zwycięzca turnieju Apertura)
- Alianza Lima (zwycięzca turnieju Clausura)
- Cienciano Cuzco (kwalifikacje)

Do Copa Sudamericana w roku 2003 zakwalifikowały się następujące kluby:
- Alianza Lima (kwalifikacje)
- Cienciano Cuzco (kwalifikacje)

Do Copa Sudamericana w roku 2004 zakwalifikowały się następujące kluby:
- Cienciano Cuzco (kwalifikacje)
- Alianza Atlético Sullana (kwalifikacje)
- Coronel Bolognesi Tacna (kwalifikacje)

Z ligi miały spaść do II ligi następujące kluby:
- Deportivo Wanka Huancayo (przedostatnie miejsce w tabeli sumarycznej)
- Estudiantes de Medicina Ica (ostatnie miejsce w tabeli sumarycznej)

Awansowały następujące kluby:
- Universidad San Martín Lima (przez wykupienie prawa gry w I lidze od klubu Deportivo Coopsol Lima, który wywalczył awans jako mistrz II ligi)
- Universidad César Vallejo Trujillo (mistrz Copa Perú)

Ostatecznie dwa ostatnie kluby w tabeli sumarycznej nie spadły do II ligi, a I liga powiększona została z 12 do 14 klubów.

## Torneo Apertura 2003

### Apertura 1
| Data         | Mecz |
| ------------ | --- |
| 1 marca 2003 | Club Sporting Cristal – Coronel Bolognesi Tacna 2:0 Donizete Amorim 13, Flavio Francisco Maestri 92k                                                |
| 2 marca 2003 | Universitario Lima – Cienciano Cuzco 1:3 Jorge Ricardo Artigas 15 – Ramón Rodríguez del Solar 6, 49k, Ernesto Zapata 89k                            |
| 2 marca 2003 | Estudiantes de Medicina Ica – Sport Boys Callao 3:2 José Valdez 3, Roberto Dolorier 8, Sergio Ibarra 13 – Cristian Jeandet 69, Guillermo Fórmica 87 |
| 2 marca 2003 | Unión Huaral – Atlético Universidad Arequipa 3:2 Robert León 49, Mauricio Martínez 60, Roberto Farfán 88 – Larry Yáñez 44, Christian Zúñiga 67      |
| 2 marca 2003 | FBC Melgar – Alianza Atlético Sullana 3:1 Miguel Huertas 46, Marcelo Durán 68, Paolo Maldonado 93 – Roberto Holsen 36                               |
| 2 marca 2003 | Deportivo Wanka Huancayo – Alianza Lima 0:2vo klub Deportivo Wanka nie płacił piłkarzom umówionych gaż i z tego powodu został zawieszony            |

### Apertura 2
| Data         | Mecz |
| ------------ | --- |
| 8 marca 2003 | Sport Boys Callao – Club Sporting Cristal 3:2 Cristian Jeandet 68, Jair Iglesias 71, Johny Vegas 77k – Luis Bonnet 43, Alberto Junior Rodríguez Valdelomar 48 |
| 8 marca 2003 | Coronel Bolognesi Tacna – Estudiantes de Medicina Ica 2:1 Miguel Mostto 6, Manuel Barreto 49k – José Valdez 27                                                |
| 8 marca 2003 | Atlético Universidad Arequipa – Deportivo Wanka Huancayo 1:0 Christian Zúñiga 27                                                                              |
| 9 marca 2003 | Alianza Lima – Universitario Lima 1:0 Jefferson Farfán 15 |
| 9 marca 2003 | Cienciano Cuzco – FBC Melgar 2:1 Marcelo Vega 34, Paul Rodríguez 53s – Marcelo Durán 65                                                                       |
| 9 marca 2003 | Alianza Atlético Sullana – Unión Huaral 2:2 Roberto Holsen 26, Pedro García 48 – Roberto Farfán 8, Mauricio Martínez 29                                       |

### Apertura 3
| Data          | Mecz |
| ------------- | --- |
| 15 marca 2003 | Alianza Lima – Unión Huaral 3:0 Jefferson Farfán 19, Aldo Olcese 68, Waldir Sáenz 89                                       |
| 15 marca 2003 | Club Sporting Cristal – Cienciano Cuzco 1:0 David Soria Yoshinari 46                                                       |
| 16 marca 2003 | Coronel Bolognesi Tacna – Atlético Universidad Arequipa 2:2 Manuel Barreto 47, 49 – Christian Zúñiga 31, Jorge Alegría 68k |
| 16 marca 2003 | FBC Melgar – Sport Boys Callao 1:2 Ronald Gárate – Johny Vegas 42k, Piero Alva 78                                          |
| 16 marca 2003 | Alianza Atlético Sullana – Universitario Lima 1:1 Roberto Holsen 79k – Jorge Ricardo Artigas 49k                           |
| 16 marca 2003 | Deportivo Wanka Huancayo – Estudiantes de Medicina Ica 3:1 José Guevara 7, César Balbín 34, 64 – José Valdez 33            |

### Apertura 4
| Data          | Mecz |
| ------------- | --- |
| 23 marca 2003 | Sport Boys Callao – Alianza Lima 2:2 Luis Noriega 23s, Carlos Orejuela 56 – Jefferson Farfán 24, Aldo Olcese 65k |
| 23 marca 2003 | Cienciano Cuzco – Alianza Atlético Sullana 0:0                                                                   |
| 23 marca 2003 | Estudiantes de Medicina Ica – Club Sporting Cristal 0:1 Luis Bonnet 52                                           |
| 23 marca 2003 | Unión Huaral – Deportivo Wanka Huancayo 2:1 Carlos Flores 29, Mauricio Martínez 62 – César Balbín 9              |
| 23 marca 2003 | Atlético Universidad Arequipa – FBC Melgar 3:0 Héctor Rojas 15, 31, Jorge Alegría 84                             |
| 29 marca 2003 | Universitario Lima – Coronel Bolognesi Tacna 3:0 Paul Cominges 66, 68, Johan Sotil 86                            |

### Apertura 5
| Data            | Mecz |
| --------------- | --- |
| 5 kwietnia 2003 | Alianza Lima – Cienciano Cuzco 0:0 |
| 5 kwietnia 2003 | Deportivo Wanka Huancayo – Universitario Lima 2:2 César Balbín 78, Juan Figueroa 85 – Jorge Ricardo Artigas 19k, Paul Cominges 48                        |
| 6 kwietnia 2003 | Club Sporting Cristal – Atlético Universidad Arequipa 6:0 Carlos Zegarra 8, 17, Flavio Francisco Maestri 13, 87, Jorge Antonio Soto 45, Sergio Junior 67 |
| 6 kwietnia 2003 | Coronel Bolognesi Tacna – Unión Huaral 2:0 Miguel Zagaceta 26, Jorge Ramírez 46                                                                          |
| 6 kwietnia 2003 | FBC Melgar – Estudiantes de Medicina Ica 1:1 Gerardo Gárate 8 – Sergio Ibarra 51k                                                                        |
| 6 kwietnia 2003 | Alianza Atlético Sullana – Sport Boys Callao 1:1 Jorge Araujo 80 – Piero Alva 67                                                                         |

### Apertura 6
| Data             | Mecz |
| ---------------- | --- |
| 12 kwietnia 2003 | Universitario Lima – Club Sporting Cristal 1:1 Johan Sotil 75 – Jorge Antonio Soto 13                                         |
| 13 kwietnia 2003 | Sport Boys Callao – Coronel Bolognesi Tacna 2:2 Norberto Araujo 6, Cristian Jeandet 71 – Miguel Zagaceta 24, Jorge Ramírez 76 |
| 13 kwietnia 2003 | Cienciano Cuzco – Deportivo Wanka Huancayo 0:1 Juan Figueroa 2                                                                |
| 13 kwietnia 2003 | Estudiantes de Medicina Ica – Alianza Lima 0:1 Waldir Sáenz 2                                                                 |
| 13 kwietnia 2003 | Unión Huaral – FBC Melgar 1:0 Luis Cordero 66k                                                                                |
| 13 kwietnia 2003 | Atlético Universidad Arequipa – Alianza Atlético Sullana 1:1 Nick Montalva 50 – Roberto Jiménez 87                            |

### Apertura 7
| Data             | Mecz |
| ---------------- | --- |
| 19 kwietnia 2003 | Club Sporting Cristal – Unión Huaral 6:1 Jorge Antonio Soto 1, 8, 50, 50, Donizeth Amorim 78, Gregorio Bernales 90 – Dante Chumpitaz 67k |
| 20 kwietnia 2003 | Alianza Lima – Atlético Universidad Arequipa 1:0 Henry Quinteros 62                                                                      |
| 20 kwietnia 2003 | Coronel Bolognesi Tacna – Cienciano Cuzco 2:1 Jorge Ramírez 46, Miguel Mostto 49 – Marcelo Vega 89                                       |
| 20 kwietnia 2003 | FBC Melgar – Universitario Lima 0:0 |
| 20 kwietnia 2003 | Alianza Atlético Sullana – Estudiantes de Medicina Ica 1:0 Pedro García 87                                                               |
| 20 kwietnia 2003 | Deportivo Wanka Huancayo – Sport Boys Callao 0:0                                                                                         |

### Apertura 8
| Data             | Mecz |
| ---------------- | --- |
| 23 kwietnia 2003 | Club Sporting Cristal – FBC Melgar 4:0 Jorge Antonio Soto 6, 36, Alberto Junior Rodríguez 49, Luis Bonnet 67 |
| 23 kwietnia 2003 | Universitario Lima – Sport Boys Callao 1:0 Jorge Ricardo Artigas 23k                                         |
| 23 kwietnia 2003 | Unión Huaral – Cienciano Cuzco 0:0                                                                           |
| 23 kwietnia 2003 | Deportivo Wanka Huancayo – Alianza Atlético Sullana 1:2 Aldo Mora 92 – Alex Becerra 3, William Chiroque 30   |
| 23 kwietnia 2003 | Atlético Universidad Arequipa – Estudiantes de Medicina Ica 0:1 Giancarlo Soto 84                            |
| 1 maja 2003      | Coronel Bolognesi Tacna – Alianza Lima 2:2 Johan Fano 72, Luis Alberto Hernández 84 – Waldir Sáenz 13, 53    |

### Apertura 9
| Data             | Mecz |
| ---------------- | --- |
| 26 kwietnia 2003 | Alianza Lima – Club Sporting Cristal 3:0 Cristian García 62, Henry Quinteros 70, Waldir Sáenz 90                           |
| 27 kwietnia 2003 | Sport Boys Callao – Unión Huaral 5:0 Norberto Araujo 5, Carlos Orejuela 17, José Corcuera, Piero Alva 68, Amilton Prado 87 |
| 27 kwietnia 2003 | Cienciano Cuzco – Atlético Universidad Arequipa 2:0 Ernesto Zapata 19, Marcelo Vega 28                                     |
| 27 kwietnia 2003 | Estudiantes de Medicina Ica – Universitario Lima 0:1 Antonio Meza Cuadra 87                                                |
| 27 kwietnia 2003 | FBC Melgar – Deportivo Wanka Huancayo 1:1 Martín Arriola 73 – Rodolfo Miñán 84                                             |
| 27 kwietnia 2003 | Alianza Atlético Sullana – Coronel Bolognesi Tacna 1:1 Roberto Holsen 48k – Manuel Barreto 55                              |

### Apertura 10
| Data        | Mecz |
| ----------- | --- |
| 3 maja 2003 | Club Sporting Cristal – Deportivo Wanka Huancayo 1:1 Jorge Antonio Soto 25 – Rafael Arnao 69                                             |
| 3 maja 2003 | Cienciano Cuzco – Sport Boys Callao 1:0 Ramón Rodríguez del Solar 87                                                                     |
| 4 maja 2003 | Coronel Bolognesi Tacna – FBC Melgar 0:2 José Pereda 20, Alexis Aguirre 92                                                               |
| 4 maja 2003 | Atlético Universidad Arequipa – Universitario Lima 1:1 Alex Paredes 16 – Antonio Meza Cuadra 27                                          |
| 4 maja 2003 | Alianza Lima – Alianza Atlético Sullana 1:2 José Soto 80 – Roberto Holsen 36, Pedro García 82                                            |
| 4 maja 2003 | Unión Huaral – Estudiantes de Medicina Ica 4:1 Carlos Lobatón 46, Luis Cordero 48, Roberto Martínez 65, Martín Reyes 73 – Marco Okuma 56 |

### Apertura 11
| Data         | Mecz |
| ------------ | --- |
| 7 maja 2003  | Sport Boys Callao – Atlético Universidad Arequipa 1:0 Guillermo Fórmica 62                                |
| 7 maja 2003  | Universitario Lima – Unión Huaral 2:1 Jorge Ricardo Artigas 23, Antonio Meza Cuadra 85 – Luis Cordero 91k |
| 7 maja 2003  | Estudiantes de Medicina Ica – Cienciano Cuzco 2:1 Sergio Ibarra 32k, 62 – Ernesto Zapata 12               |
| 7 maja 2003  | FBC Melgar – Alianza Lima 0:0                                                                             |
| 7 maja 2003  | Alianza Atlético Sullana – Club Sporting Cristal 0:0                                                      |
| 14 maja 2003 | Deportivo Wanka Huancayo – Coronel Bolognesi Tacna 1:2 Rodolfo Miñán 4 – Miguel Mostto 31, Johan Fano 54  |

### Apertura 12
| Data         | Mecz |
| ------------ | --- |
| 10 maja 2003 | Alianza Lima – Deportivo Wanka Huancayo 2:0 Waldir Sáenz 51, Henry Quinteros 84                                           |
| 11 maja 2003 | Sport Boys Callao – Estudiantes de Medicina Ica 3:1 José Corcuera 16, Piero Alva 29, Amilton Prado 90 – Jair Iglesias 77s |
| 11 maja 2003 | Alianza Atlético Sullana – FBC Melgar 2:0 Pedro García 61, 77                                                             |
| 11 maja 2003 | Coronel Bolognesi Tacna – Club Sporting Cristal 1:0 Luis Alberto Hernández 22                                             |
| 11 maja 2003 | Atlético Universidad Arequipa – Unión Huaral 2:2 Larry Yáñez 20, Alejandro Orsi 77 – Martín Reyes 43, 63                  |
| 11 maja 2003 | Cienciano Cuzco – Universitario Lima 2:0 Marcelo Vega 8, Martín Raúl García 57                                            |

### Apertura 13
| Data         | Mecz |
| ------------ | --- |
| 17 maja 2003 | Club Sporting Cristal – Sport Boys Callao 2:1 David Soria Yoshinari 83, Sergio Junior 87 – Cristian Jeandet 13                                                   |
| 18 maja 2003 | Estudiantes de Medicina Ica – Coronel Bolognesi Tacna 0:1 Johan Fano 66                                                                                          |
| 18 maja 2003 | Deportivo Wanka Huancayo – Atlético Universidad Arequipa 3:0 Marquinho 45, Rodolfo Miñán 68, Roberto Valenzuela 72k                                              |
| 18 maja 2003 | Universitario Lima – Alianza Lima 2:4 Juan Cominges 40k, Jorge Ricardo Artigas 78 – Aldo Olcese 9, José Soto 26k, Henry Quinteros 57, Nicolás Martin Tagliani 87 |
| 18 maja 2003 | FBC Melgar – Cienciano Cuzco 3:0 Alexis Aguirre 55, Paolo Maldonado 61, 69                                                                                       |
| 18 maja 2003 | Unión Huaral – Alianza Atlético Sullana 1:0 Martín Reyes 58 |

### Apertura 14
| Data         | Mecz |
| ------------ | --- |
| 18 maja 2003 | Sport Boys Callao – FBC Melgar 1:1 Piero Alva 28 – Sandro Gamarra 13                                                                             |
| 18 maja 2003 | Unión Huaral – Alianza Lima 0:2 Waldir Sáenz 9, José Soto 67k                                                                                    |
| 18 maja 2003 | Estudiantes de Medicina Ica – Deportivo Wanka Huancayo 1:1 Roberto Dolorier 20 – Rodolfo Miñán 2                                                 |
| 18 maja 2003 | Universitario Lima – Alianza Atlético Sullana 3:2 Antonio Meza Cuadra 49, Johan Sotil 50, Juan Cominges 59k – Javier Soria 25, Roberto Holsen 38 |
| 18 maja 2003 | Atlético Universidad Arequipa – Coronel Bolognesi Tacna 0:1 Manuel Barreto 87                                                                    |
| 18 maja 2003 | Cienciano Cuzco – Club Sporting Cristal 2:2 Martín Raúl García 2, 49k – Gregorio Bernales 45, Sergio Junior 69                                   |

### Apertura 15
| Data         | Mecz |
| ------------ | --- |
| 24 maja 2003 | Club Sporting Cristal – Estudiantes de Medicina Ica 2:1 Flavio Francisco Maestri 51, 57 – Sergio Ibarra 4                  |
| 25 maja 2003 | Alianza Atlético Sullana – Cienciano Cuzco 2:1 Pedro García 5, 38 – Ernesto Zapata 9                                       |
| 25 maja 2003 | Coronel Bolognesi Tacna – Universitario Lima 2:0 Johan Fano 8, 77                                                          |
| 25 maja 2003 | Deportivo Wanka Huancayo – Unión Huaral 1:2 Rodolfo Miñán 71 – Luis Cordero 36, Gabriel Vigetti 43                         |
| 25 maja 2003 | FBC Melgar – Atlético Universidad Arequipa 2:2 Paolo Maldonado 15, Alexis Aguirre 30 – Héctor Rojas 9, Christian Zúñiga 82 |
| 25 maja 2003 | Alianza Lima – Sport Boys Callao 2:1 Ernesto Arakaki 34, Waldir Sáenz 41 – Carlos Orejuela 71                              |

### Apertura 16
| Data            | Mecz |
| --------------- | --- |
| 28 maja 2003    | Sport Boys Callao – Alianza Atlético Sullana 2:2 Cristian Jeandet 73, Carlos Orejuela 81 – Edilberto Salazar 48, Pedro García 91       |
| 28 maja 2003    | Universitario Lima – Deportivo Wanka Huancayo 1:1 Johan Sotil 61 – César Balbín 51                                                     |
| 28 maja 2003    | Atlético Universidad Arequipa – Club Sporting Cristal 1:4 Christian Zúñiga 73k – Julinho 4, Jorge Antonio Soto 6, 42, Sergio Junior 88 |
| 28 maja 2003    | Cienciano Cuzco – Alianza Lima 1:0 Carlos Lugo 50k                                                                                     |
| 18 czerwca 2003 | Unión Huaral – Coronel Bolognesi Tacna 2:2 Marco Salinas 42k, Martin Reyes 62 – Miguel Mostto 36, Manuel Barreto 38                    |
| 18 czerwca 2003 | Estudiantes de Medicina Ica – FBC Melgar 3:1 John Hinostroza 16, Sergio Ibarra 27k, Frank Aguirre 45 – Héctor Arenas 19                |

### Apertura 17
| Data           | Mecz |
| -------------- | --- |
| 31 maja 2003   | Club Sporting Cristal – Universitario Lima 4:1 Luis Bonnet 5, 22, 58, Flavio Francisco Maestri 66 – Juan Cominges 64                           |
| 1 czerwca 2003 | Alianza Atlético Sullana – Atlético Universidad Arequipa 4:1 Roberto Holsen 3, 57k, Javier Soria 8, Edilberto Salazar 93 – Christian Zúñiga 90 |
| 1 czerwca 2003 | Alianza Lima – Estudiantes de Medicina Ica 2:1 Marko Ciurlizza 13, Aldo Olcese – Roberto Dolorier 80                                           |
| 1 czerwca 2003 | FBC Melgar – Unión Huaral 1:0 Alexis Aguirre 34                                                                                                |
| 1 czerwca 2003 | Coronel Bolognesi Tacna – Sport Boys Callao 1:1 Jorge Ramírez 51 – Alfredo Carmona 21                                                          |
| 1 czerwca 2003 | Deportivo Wanka Huancayo – Cienciano Cuzco 3:2 Rodolfo Miñán 2, Roberto Valenzuela 4k, César Balbín 16 – César Ccahuantico, Carlos Lugo 22     |

### Apertura 18
| Data           | Mecz |
| -------------- | --- |
| 1 czerwca 2003 | Sport Boys Callao – Deportivo Wanka Huancayo 1:0 Santiago Salazar 89                                                               |
| 1 czerwca 2003 | Estudiantes de Medicina Ica – Alianza Atlético Sullana 3:1 Sergio Ibarra 24, 29k, Pedro Antonio Aparicio 68 – Edilberto Salazar 90 |
| 1 czerwca 2003 | Unión Huaral – Club Sporting Cristal 1:2 César Díaz 89 – Luis Bonnet 2, 50                                                         |
| 1 czerwca 2003 | Universitario Lima – FBC Melgar 2:0 Paul Cominges 43, Antonio Meza Cuadra 60                                                       |
| 1 czerwca 2003 | Atlético Universidad Arequipa – Alianza Lima 2:1 Larry Yáñez 34, Gustavo Begazo 95 – Nicolás Martin Tagliani 14                    |
| 1 czerwca 2003 | Cienciano Cuzco – Coronel Bolognesi Tacna 3:0 Julio García 6, Rodrigo Saraz 18, Germán Carty 32                                    |

### Apertura 19
| Data           | Mecz |
| -------------- | --- |
| 7 czerwca 2003 | Sport Boys Callao – Universitario Lima 4:3 José Chacón 31, Johny Vegas 85k, Cristian Jeandet 89, Alfredo Carmona 94 – Paul Cominges 38, 51, Jorge Ricardo Artigas 77 |
| 7 czerwca 2003 | FBC Melgar – Club Sporting Cristal 1:2 Paolo Maldonado 90 – Luis Bonnet 64, Sergio Junior 87                                                                         |
| 8 czerwca 2003 | Alianza Atlético Sullana – Deportivo Wanka Huancayo 2:0 William Chiroque 2, Pedro García 78                                                                          |
| 8 czerwca 2003 | Alianza Lima – Coronel Bolognesi Tacna 5:1 Waldir Sáenz 7, 71, Guillermo Salas 15, José Soto 21k, Ernesto Arakaki – Miguel Mostto 78k                                |
| 8 czerwca 2003 | Estudiantes de Medicina Ica – Atlético Universidad Arequipa 2:0 José Valdez 67, Sergio Ibarra 78                                                                     |
| 8 czerwca 2003 | Cienciano Cuzco – Unión Huaral 3:0 Germán Carty 21, Julio García 27, Santiago Acasiete 81                                                                            |

### Apertura 20
| Data            | Mecz |
| --------------- | --- |
| 14 czerwca 2003 | Universitario Lima – Estudiantes de Medicina Ica 3:0 Paul Cominges 48, 51, 80                                                                                   |
| 15 czerwca 2003 | Unión Huaral – Sport Boys Callao 2:1 Roberto Martínez 9, Marco Salinas 58k – Cristian Jeandet 23                                                                |
| 15 czerwca 2003 | Atlético Universidad Arequipa – Cienciano Cuzco 3:4 Héctor Rojas 8, 49, Edgar Romaní 13 – Carlos Lugo 15k, Germán Carty 48, Ramón Rodríguez del Solar 74, 80    |
| 15 czerwca 2003 | Coronel Bolognesi Tacna – Alianza Atlético Sullana 3:1 Manuel Barreto 13, 73, Miguel Ángel Torres 67 – Javier Soria 28                                          |
| 15 czerwca 2003 | Deportivo Wanka Huancayo – FBC Melgar 0:1 Marcelo Durán 4 |
| 15 czerwca 2003 | Club Sporting Cristal – Alianza Lima 5:2 Flavio Francisco Maestri 2, 56, Carlos Zegarra 23, 47, Jorge Antonio Soto 92 – Henry Quinteros 73, Jefferson Farfán 81 |

### Apertura 21
| Data            | Mecz |
| --------------- | --- |
| 15 czerwca 2003 | Deportivo Wanka Huancayo – Club Sporting Cristal 0:3 Pingo 61, Luis Bonnet 82, 85                                                                                     |
| 15 czerwca 2003 | Alianza Atlético Sullana – Alianza Lima 1:2 William Chiroque 71 – Aldo Olcese 20, José Soto 82k                                                                       |
| 15 czerwca 2003 | Universitario Lima – Atlético Universidad Arequipa 3:3 Paul Cominges 10, Fernando del Solar 47, Jean Ferrari 49 – José Manco 5, Miguel Reyna 17, Christian Zúñiga 60k |
| 15 czerwca 2003 | Sport Boys Callao – Cienciano Cuzco 1:0 Cristian Jeandet 7 |
| 15 czerwca 2003 | Estudiantes de Medicina Ica – Unión Huaral 1:1 Manuel Corrales 54 – Mauricio Martínez 43                                                                              |
| 15 czerwca 2003 | FBC Melgar – Coronel Bolognesi Tacna 1:1 Leonardo Uehara 73 – Johan Fano 14                                                                                           |

### Apertura 22
| Data            | Mecz |
| --------------- | --- |
| 15 czerwca 2003 | Alianza Lima – FBC Melgar 2:0 José Soto 18, Antonio Serrano 69                                                            |
| 15 czerwca 2003 | Club Sporting Cristal – Alianza Atlético Sullana 1:0 Alberto Junior Rodríguez Valdelomar 16                               |
| 15 czerwca 2003 | Atlético Universidad Arequipa – Sport Boys Callao 1:0 Héctor Rojas 14                                                     |
| 15 czerwca 2003 | Coronel Bolognesi Tacna – Deportivo Wanka Huancayo 2:2 Johan Fano 30k, Jorge Ramírez 93 – Aldo Mora 21, Javier Salazar 85 |
| 15 czerwca 2003 | Unión Huaral – Universitario Lima 3:1 Julio Melgar 15, Marco Salinas 45k, Luis Cordero 56 – Paul Cominges 40              |
| 15 czerwca 2003 | Cienciano Cuzco – Estudiantes de Medicina Ica 3:0 Alex Magallanes 6, Rodrigo Saraz 8, 41                                  |

### Tabela końcowa turnieju Apertura 2003
| Poz | Klub                          | Mecze | Zw | Rem | Por | Pkt | BrZd | BrStr |
| --- | ----------------------------- | ----- | -- | --- | --- | --- | ---- | ----- |
| 1   | Club Sporting Cristal         | 22    | 15 | 4   | 3   | 49  | 50   | 20    |
| 2   | Alianza Lima                  | 22    | 14 | 4   | 4   | 46  | 40   | 20    |
| 3   | Coronel Bolognesi Tacna       | 22    | 9  | 8   | 5   | 35  | 30   | 32    |
| 4   | Cienciano Cuzco               | 22    | 10 | 4   | 8   | 34  | 31   | 22    |
| 5   | Sport Boys Callao             | 22    | 8  | 7   | 7   | 31  | 34   | 28    |
| 6   | Alianza Atlético Sullana      | 22    | 7  | 8   | 7   | 29  | 29   | 28    |
| 7   | Unión Huaral                  | 22    | 8  | 5   | 9   | 29  | 28   | 40    |
| 8   | Universitario Lima            | 22    | 7  | 7   | 8   | 28  | 32   | 35    |
| 9   | FBC Melgar                    | 22    | 5  | 7   | 10  | 22  | 20   | 30    |
| 10  | Estudiantes de Medicina Ica   | 22    | 6  | 3   | 13  | 21  | 23   | 35    |
| 11  | Deportivo Wanka Huancayo      | 22    | 4  | 7   | 11  | 19  | 22   | 31    |
| 12  | Atlético Universidad Arequipa | 22    | 4  | 6   | 12  | 18  | 25   | 43    |

## Liguilla Copa Sudamericana 2003
Walkę o awans do turnieju Copa Sudamericana 2003 stoczyły 4 najlepsze drużyny turnieju Apertura.
| Data         | Mecz                                                                           |
| ------------ | ------------------------------------------------------------------------------ |
| 6 lipca 2003 | Cienciano Cuzco – Club Sporting Cristal 1:1 Carlos Lugo 90k – Sergio Junior 80 |
| 6 lipca 2003 | Alianza Lima – Coronel Bolognesi Tacna 0:0                                     |
| 9 lipca 2003 | Coronel Bolognesi Tacna – Alianza Lima 1:2                                     |
| 9 lipca 2003 | Club Sporting Cristal – Cienciano Cuzco 1:2                                    |

Do turnieju Copa Sudamericana 2003 zakwalifikowały się: Alianza Lima i Cienciano Cuzco.

## Torneo Clausura 2003

### Clausura 1
| Data            | Mecz |
| --------------- | --- |
| 3 sierpnia 2003 | Club Sporting Cristal – Coronel Bolognesi Tacna 1:3 Luis Bonnet 45k – Miguel Zagazeta 35, 42, Johan Fano 63k              |
| 3 sierpnia 2003 | Deportivo Wanka Huancayo – Alianza Lima 1:0 Rodolfo Miñán 13                                                              |
| 3 sierpnia 2003 | FBC Melgar – Alianza Atlético Sullana 1:3 Christian Sotomayor 50 – Roberto Jiménez 9, 42, Edilberto Salazar 61            |
| 3 sierpnia 2003 | Universitario Lima – Cienciano Cuzco 1:0 Fernando del Solar 88                                                            |
| 3 sierpnia 2003 | Estudiantes de Medicina Ica – Sport Boys Callao 2:2 Javier Enrique Toledo 52, John Hinostroza 88 – Carlos Orejuela 20, 37 |
| 3 sierpnia 2003 | Unión Huaral – Atlético Universidad Arequipa 2:0 Luis Cordero 17, Roberto Valenzuela 70                                   |

### Clausura 2
| Data             | Mecz                                                                                |
| ---------------- | ----------------------------------------------------------------------------------- |
| 10 sierpnia 2003 | Sport Boys Callao – Club Sporting Cristal 1:1 Carlos Orejuela 43 – Luis Bonnet 2    |
| 10 sierpnia 2003 | Alianza Atlético Sullana – Unión Huaral 1:1 Pedro García 31 – Ronny Díaz 76         |
| 10 sierpnia 2003 | Alianza Lima – Universitario Lima 1:1 Waldir Sáenz 54 – Paul Cominges 15            |
| 10 sierpnia 2003 | Coronel Bolognesi Tacna – Estudiantes de Medicina Ica 0:1 Alex Magallanes 60        |
| 10 sierpnia 2003 | Atlético Universidad Arequipa – Deportivo Wanka Huancayo 1:0 Walter Nicolás Otta 59 |
| 10 sierpnia 2003 | Cienciano Cuzco – FBC Melgar 2:1 Roberto Holsen 69k, 75k – Alexis Aguirre 22        |

### Clausura 3
| Data             | Mecz |
| ---------------- | --- |
| 16 sierpnia 2003 | Alianza Lima – Unión Huaral 3:0 José Soto 13k, 58, Cristian García 55                                                            |
| 17 sierpnia 2003 | Club Sporting Cristal – Cienciano Cuzco 0:0                                                                                      |
| 17 sierpnia 2003 | Alianza Atlético Sullana – Universitario Lima 2:0 Pedro García 13, Alex Becerra 90                                               |
| 17 sierpnia 2003 | Coronel Bolognesi Tacna – Atlético Universidad Arequipa 1:2 Jorge Ramírez 42 – Christian Zúñiga 45, Walter Nicolás Otta 52       |
| 17 sierpnia 2003 | FBC Melgar – Sport Boys Callao 2:3 César Charún 7, Miguel Huertas 19 – Santiago Salazar 12, Carlos Orejuela 53, José Corcuera 82 |
| 17 sierpnia 2003 | Deportivo Wanka Huancayo – Estudiantes de Medicina Ica 2:0 Rodolfo Miñán 18k, 51                                                 |

### Clausura 4
| Data             | Mecz |
| ---------------- | --- |
| 30 sierpnia 2003 | Atlético Universidad Arequipa – FBC Melgar 1:2 Javier Cárdenas 32 – Juan Saavedra 6, César Charún 80k                     |
| 30 sierpnia 2003 | Sport Boys Callao – Alianza Lima 1:3 Johny Vegas 29k – Walter Vílchez 16, Wilmer Aguirre 84, 99                           |
| 31 sierpnia 2003 | Coronel Bolognesi Tacna – Universitario Lima 3:1 Miguel Mostto 63, Manuel Barreto 69, Johan Fano 72 – Ysrael Zúñiga 61    |
| 31 sierpnia 2003 | Estudiantes de Medicina Ica – Club Sporting Cristal 1:2 Milton Marquillo 47 – Miguel Ángel Villalta 43, Charly Vicente 78 |
| 31 sierpnia 2003 | Unión Huaral – Deportivo Wanka Huancayo 0:0                                                                               |
| 31 sierpnia 2003 | Cienciano Cuzco – Alianza Atlético Sullana 1:1 Carlos Lugo 40k – Pedro García 21k                                         |

### Clausura 5
| Data             | Mecz                                                                                               |
| ---------------- | -------------------------------------------------------------------------------------------------- |
| 14 września 2003 | Club Sporting Cristal – Atlético Universidad Arequipa 3:0 Luis Bonnet 24, Julinho 61, 64           |
| 14 września 2003 | Alianza Atlético Sullana – Sport Boys Callao 2:0 Pedro García 15k, William Chiroque 90             |
| 14 września 2003 | Coronel Bolognesi Tacna – Unión Huaral 0:1 Sergio Ibarra 5                                         |
| 14 września 2003 | Alianza Lima – Cienciano Cuzco 1:0 Juan José Jayo 92                                               |
| 14 września 2003 | FBC Melgar – Estudiantes de Medicina Ica 4:0 Gerardo Gárate 35, 45, 92, Alfonso Antonio Dulanto 77 |
| 14 września 2003 | Deportivo Wanka Huancayo – Universitario Lima 1:1 Daniel Porras 34 – Christian Zermattén 45        |

### Clausura 6
| Data             | Mecz                                                                                   |
| ---------------- | -------------------------------------------------------------------------------------- |
| 20 września 2003 | Universitario Lima – Club Sporting Cristal 0:0                                         |
| 20 września 2003 | Cienciano Cuzco – Deportivo Wanka Huancayo 3:0 Roberto Holsen 53k, 72, Germán Carty 74 |
| 21 września 2003 | Sport Boys Callao – Coronel Bolognesi Tacna 0:1 Marco Ruiz 92                          |
| 21 września 2003 | Unión Huaral – FBC Melgar 0:1 Hilden Salas 26                                          |
| 21 września 2003 | Estudiantes de Medicina Ica – Alianza Lima 0:0                                         |
| 21 września 2003 | Atlético Universidad Arequipa – Alianza Atlético Sullana 0:0                           |

### Clausura 7
| Data             | Mecz |
| ---------------- | --- |
| 27 września 2003 | Club Sporting Cristal – Unión Huaral 1:1 Renzo Sheput 39 – Sergio Ibarra 46                                                      |
| 28 września 2003 | Alianza Atlético Sullana – Estudiantes de Medicina Ica 3:1 Germán Muñoz 77, Pedro García 83, Jair Butrón 85 – Manuel Corrales 89 |
| 28 września 2003 | FBC Melgar – Universitario Lima 4:1 Juan Saavedra 19, Gabriel García 53, Alexis Aguirre 83, Miguel Huertas 88 – Paul Cominges 90 |
| 28 września 2003 | Coronel Bolognesi Tacna – Cienciano Cuzco 2:0 Miguel Mostto 13, Johan Fano 57                                                    |
| 28 września 2003 | Deportivo Wanka Huancayo – Sport Boys Callao 0:4 Carlos Orejuela 12, 53, 77, Johny Vegas 65k                                     |
| 28 września 2003 | Alianza Lima – Atlético Universidad Arequipa 5:0 Junior Viza 10, Guillermo Salas 15, Amilton Prado 39, Wilmer Aguirre 47, 87     |

### Clausura 8
| Data                 | Mecz |
| -------------------- | --- |
| 1 października 2003  | Club Sporting Cristal – FBC Melgar 3:1 Miguel Ángel Villalta 12, Henry Quinteros 21, Luis Bonnet 56k – Miguel Huertas 85 |
| 1 października 2003  | Deportivo Wanka Huancayo – Alianza Atlético Sullana 0:2 Roberto Dolorier 69, Pedro García 73                             |
| 1 października 2003  | Atlético Universidad Arequipa – Estudiantes de Medicina Ica 0:0                                                          |
| 1 października 2003  | Alianza Lima – Coronel Bolognesi Tacna 2:1 Wilmer Aguirre 48, Jefferson Farfán 77 – Johan Fano 57                        |
| 1 października 2003  | Universitario Lima – Sport Boys Callao 0:1 José Corcuera 46                                                              |
| 12 października 2003 | Unión Huaral – Cienciano Cuzco 2:1 Sergio Ibarra 37, 77 – Carlos Lugo 69k                                                |

### Clausura 9
| Data                | Mecz |
| ------------------- | --- |
| 4 października 2003 | Estudiantes de Medicina Ica – Universitario Lima 1:2 Milton Marquillo 88 – Paul Cominges 23, Christian Zermattén 26                                        |
| 5 października 2003 | Sport Boys Callao – Unión Huaral 1:0 Norberto Araujo 93 |
| 5 października 2003 | Alianza Atlético Sullana – Coronel Bolognesi Tacna 3:2 Pedro García 50, Alex Becerra 57, Roberto Dolorier 76 – Miguel Mostto 12, Luis Alberto Hernández 68 |
| 5 października 2003 | FBC Melgar – Deportivo Wanka Huancayo 4:0 Gerardo Gárate 8, 59, 73, Víctor Gonzáles 85                                                                     |
| 5 października 2003 | Alianza Lima – Club Sporting Cristal 2:2 Jefferson Farfán 12, Wilmer Aguirre 65 – Martín Vásquez 14, Sergio Junior 75                                      |

### Clausura 10
| Data                | Mecz                                                                                              |
| ------------------- | ------------------------------------------------------------------------------------------------- |
| 8 października 2003 | Club Sporting Cristal – Deportivo Wanka Huancayo 2:0 Sergio Junior 27, Luis Bonnet 30k            |
| 8 października 2003 | Coronel Bolognesi Tacna – FBC Melgar 3:0 Manuel Barreto 47, Miguel Mostto 70, Yeimi Salas 87s     |
| 8 października 2003 | Atlético Universidad Arequipa – Universitario Lima 2:0 Pedro Antonio Aparicio 22, Héctor Rojas 32 |
| 8 października 2003 | Alianza Lima – Alianza Atlético Sullana 2:0 Wilmer Aguirre 10, Jefferson Farfán 65                |
| 8 października 2003 | Unión Huaral – Estudiantes de Medicina Ica 1:0 Sergio Ibarra 60                                   |
| 8 października 2003 | Cienciano Cuzco – Sport Boys Callao 1:1 Santiago Acasiete 54 – Carlos Orejuela 27                 |

### Clausura 11
| Data                 | Mecz |
| -------------------- | --- |
| 18 października 2003 | Universitario Lima – Unión Huaral 3:0 Paul Cominges 12, Juan Manuel Vargas 66, Antonio Meza Cuadra 82                                                     |
| 18 października 2003 | Sport Boys Callao – Atlético Universidad Arequipa 1:0 Piero Alva 47                                                                                       |
| 19 października 2003 | FBC Melgar – Alianza Lima 1:1 César Charún 41 – Jefferson Farfán 68                                                                                       |
| 19 października 2003 | Alianza Atlético Sullana – Club Sporting Cristal 1:1 Alex Becerra 55 – Luis Bonnet 91k                                                                    |
| 19 października 2003 | Estudiantes de Medicina Ica – Cienciano Cuzco 2:3 Óscar del Portal 10, Milton Marquillo 28 – Paolo Maldonado 23, Carlos Lobatón 25, Martín Raúl García 80 |
| 19 października 2003 | Deportivo Wanka Huancayo – Coronel Bolognesi Tacna 1:1 Rodolfo Miñán 12 – Miguel Mostto 38k                                                               |

### Clausura 12
| Data                 | Mecz |
| -------------------- | --- |
| 22 października 2003 | Alianza Lima – Deportivo Wanka Huancayo 2:1 Jefferson Farfán 13, 27 – César Balbín 43                          |
| 22 października 2003 | Sport Boys Callao – Estudiantes de Medicina Ica 5:0 Piero Alva 32, Johny Vegas 65k, Carlos Orejuela 71, 90, 92 |
| 22 października 2003 | Alianza Atlético Sullana – FBC Melgar 2:1 Roberto Dolorier 61, Pedro García 70k – Hilden Salas 41              |
| 22 października 2003 | Coronel Bolognesi Tacna – Club Sporting Cristal 0:4 Luis Bonnet 4, 89, Sergio Junior 32, 68                    |
| 22 października 2003 | Atlético Universidad Arequipa – Unión Huaral 2:0 Pedro Antonio Aparicio 67, Christian Zúñiga 79k               |
| 22 października 2003 | Cienciano Cuzco – Universitario Lima 2:0 Paolo Maldonado 39, 64                                                |

### Clausura 13
| Data                 | Mecz |
| -------------------- | --- |
| 26 października 2003 | Club Sporting Cristal – Sport Boys Callao 2:4 Luis Bonnet 52, Julinho 92 – Piero Alva 13, 82, 90, Gino Pérez 18                       |
| 26 października 2003 | FBC Melgar – Cienciano Cuzco 1:0 Gabriel García 56                                                                                    |
| 26 października 2003 | Universitario Lima – Alianza Lima 1:2 José Mendoza 53 – Junior Viza 13, Jefferson Farfán 71                                           |
| 26 października 2003 | Estudiantes de Medicina Ica – Coronel Bolognesi Tacna 1:4 Mario Flores 30 – Miguel Mostto 35, 79, Mario Flores 75s, Manuel Barreto 90 |
| 26 października 2003 | Deportivo Wanka Huancayo – Atlético Universidad Arequipa 1:1 César Balbín 63 – Ryan Salazar 72                                        |
| 26 października 2003 | Unión Huaral – Alianza Atlético Sullana 1:0 Roberto Valenzuela 45                                                                     |

### Clausura 14
| Data             | Mecz |
| ---------------- | --- |
| 1 listopada 2003 | Sport Boys Callao – FBC Melgar 3:2 Johny Vegas 17k, Jean Pierre Moreno 46, 93 – Gerardo Gárate 14, Gabriel García 38k                                     |
| 2 listopada 2003 | Cienciano Cuzco – Club Sporting Cristal 3:4 Santiago Acasiete 2, Rodrigo Saraz 48, Carlos Lobatón 79 – David Soria Yoshinari 21, 36, 39, Sergio Junior 74 |
| 2 listopada 2003 | Unión Huaral – Alianza Lima 0:4 Wilmer Aguirre 25, 43, Jefferson Farfán 54, Juan José Velásquez 58s                                                       |
| 2 listopada 2003 | Universitario Lima – Alianza Atlético Sullana 1:1 Antonio Meza Cuadra 57 – Jair Butrón 73                                                                 |
| 2 listopada 2003 | Atlético Universidad Arequipa – Coronel Bolognesi Tacna 1:2 Christian Zúñiga 87k – Miguel Zagazeta 4, 93                                                  |
| 2 listopada 2003 | Estudiantes de Medicina Ica – Deportivo Wanka Huancayo 0:4 Frank Palomino 47, César Balbín 71, 90, Rodolfo Miñán 91                                       |

### Clausura 15
| Data             | Mecz |
| ---------------- | --- |
| 5 listopada 2003 | Alianza Atlético Sullana – Cienciano Cuzco 4:1 Pedro García 9, Javier Soria 34, William Chiroque 53, 89 – Carlos García 81            |
| 5 listopada 2003 | Universitario Lima – Coronel Bolognesi Tacna 0:1 Walter Reyes 38                                                                      |
| 5 listopada 2003 | Club Sporting Cristal – Estudiantes de Medicina Ica 3:1 Martín Vásquez 22, Henry Quinteros 41, Sergio Junior 51 – Milton Marquillo 89 |
| 5 listopada 2003 | Deportivo Wanka Huancayo – Unión Huaral 0:3 Sergio Ibarra 41, 91, Julio Melgar 67                                                     |
| 5 listopada 2003 | FBC Melgar – Atlético Universidad Arequipa 1:0 Gabriel García 44k                                                                     |
| 5 listopada 2003 | Alianza Lima – Sport Boys Callao 1:0 Pablo César Zegarra 50                                                                           |

### Clausura 16
Z powodu strajku piłkarzy zawodowych grali piłkarze młodzieżowi U-20 oraz amatorzy
| Data              | Mecz |
| ----------------- | --- |
| 9 listopada 2003  | Estudiantes de Medicina Ica – FBC Melgar 1:3 Jesús Cansino 43 – Danyer Zevallos 8, Angel Pinto 21, Jonathan Lozada 62 |
| 9 listopada 2003  | Universitario Lima – Deportivo Wanka Huancayo 1:2 Paolo Díaz 25 – Pedro Salguero 10, 58                               |
| 9 listopada 2003  | Unión Huaral – Coronel Bolognesi Tacna 2:1 Héctor Ramírez 48, Christian Angulo 84 – Giancarlo Crovetto 30             |
| 14 listopada 2003 | Sport Boys Callao – Alianza Atlético Sullana 1:0 Carlos Ramírez 28                                                    |
| 14 listopada 2003 | Cienciano Cuzco – Alianza Lima mecz nierozegrany                                                                      |
| 14 listopada 2003 | Atlético Universidad Arequipa – Club Sporting Cristal mecz nierozegrany                                               |

### Clausura 17
Z powodu strajku piłkarzy zawodowych grali piłkarze młodzieżowi U-20 oraz amatorzy
| Data              | Mecz |
| ----------------- | --- |
| 22 listopada 2003 | Deportivo Wanka Huancayo – Cienciano Cuzco 0:1 Carlos Malaver 83 |
| 22 listopada 2003 | Alianza Lima – Estudiantes de Medicina Ica 7:1 Mario Gonzales 12, 67, Juan Portilla 14, Saulo Aponte 39, Máximo Osis 64, Ronald Quinteros 69, Juan Farfán 90 – Alonso Del Valle 48 |
| 22 listopada 2003 | Club Sporting Cristal – Universitario Lima 4:0 Isaac Ponte 39, Norbill Romero 66, 78, Bryan Bellini 84                                                                             |
| 23 listopada 2003 | Alianza Atlético Sullana – Atlético Universidad Arequipa 5:3 Roberto Jiménez 10k, 65k, 89k, Roberto Cornejo 55, 60 – Augusto Rossel 4k, Gustavo Begazo 43, 47                      |
| 23 listopada 2003 | FBC Melgar – Unión Huaral 0:0 |
| 23 listopada 2003 | Coronel Bolognesi Tacna – Sport Boys Callao mecz nierozegrany |

### Tabela końcowa turnieju Clausura 2003
W tabeli nie uwzględniono wyników z 16. i 17. kolejki.
| Poz | Klub                          | Mecze | Zw | Rem | Por | Pkt | BrZd | BrStr |
| --- | ----------------------------- | ----- | -- | --- | --- | --- | ---- | ----- |
| 1   | Alianza Lima                  | 15    | 10 | 4   | 1   | 34  | 29   | 9     |
| 2   | Alianza Atlético Sullana      | 15    | 8  | 5   | 2   | 29  | 25   | 13    |
| 3   | Club Sporting Cristal         | 15    | 7  | 6   | 2   | 27  | 29   | 18    |
| 4   | Sport Boys Callao             | 15    | 8  | 3   | 4   | 27  | 27   | 17    |
| 5   | Coronel Bolognesi Tacna       | 15    | 8  | 1   | 6   | 25  | 24   | 18    |
| 6   | FBC Melgar                    | 15    | 7  | 1   | 7   | 22  | 26   | 22    |
| 7   | Unión Huaral                  | 15    | 6  | 3   | 6   | 21  | 12   | 17    |
| 8   | Cienciano Cuzco               | 14    | 4  | 3   | 7   | 15  | 17   | 20    |
| 9   | Atlético Universidad Arequipa | 14    | 4  | 3   | 7   | 15  | 10   | 18    |
| 10  | Universitario Lima            | 15    | 3  | 4   | 8   | 13  | 12   | 21    |
| 11  | Deportivo Wanka Huancayo      | 15    | 3  | 4   | 8   | 13  | 11   | 24    |
| 12  | Estudiantes de Medicina Ica   | 15    | 1  | 3   | 11  | 6   | 10   | 35    |

## Liguilla Copa Libertadores 2004
Do turnieju Copa Libertadores zapewniły sobie awans: zwycięzca turnieju Apertura Club Sporting Cristal oraz zwycięzca turnieju Clausura Alianza Lima. Turniej Liguilla Copa Libertadores miał na celu wyłonienie trzeciego klubu, który będzie reprezentował Peru w Pucharze Wyzwolicieli.

### Kwalifikacje
| Data             | Mecz |
| ---------------- | --- |
| 22 stycznia 2003 | Unión Huaral – Cienciano Cuzco 2:2 Antonio Meza Cuadra 5, Johny Vegas 49k – Germán Carty 39, Sergio Ibarra 76 |
| 25 stycznia 2003 | Cienciano Cuzco – Unión Huaral 2:0 Germán Carty 2, Sergio Ibarra 80                                           |

### Finał
Klub Sport Boys Callao wycofał się z walki o awans do Copa Libertadores.
| Data             | Mecz                                                                                |
| ---------------- | ----------------------------------------------------------------------------------- |
| 25 stycznia 2003 | Alianza Atlético Sullana – Coronel Bolognesi Tacna 1:0 Pedro García 56k             |
| 25 stycznia 2003 | Cienciano Cuzco – Alianza Atlético Sullana 1:0 César Balbín 89                      |
| 25 stycznia 2003 | Coronel Bolognesi Tacna – Cienciano Cuzco 0:2 Santiago Acasiete 21, Germán Carty 26 |

| Poz | Klub                     | Mecze | Zw | Rem | Por | Pkt | BrZd | BrStr |
| --- | ------------------------ | ----- | -- | --- | --- | --- | ---- | ----- |
| 1   | Cienciano Cuzco          | 2     | 2  | 0   | 0   | 6   | 3    | 0     |
| 2   | Alianza Atlético Sullana | 2     | 1  | 0   | 1   | 3   | 1    | 1     |
| 3   | Coronel Bolognesi Tacna  | 2     | 0  | 0   | 2   | 0   | 0    | 3     |
| 4   | Sport Boys Callao        | 0     | 0  | 0   | 0   | 0   | 0    | 0     |

Obok klubów Alianza Lima i Club Sporting Cristal do Copa Libertadores zakwalifikował się klub Cienciano Cuzco. Kluby Cienciano Cuzco, Alianza Atlético Sullana i Coronel Bolognesi Tacna zakwalifikowały się do turnieju Copa Sudamericana 2004.

## Tabela sumaryczna sezonu 2003
| Poz | Klub                          | Mecze | Zw | Rem | Por | Pkt | BrZd | BrStr |
| --- | ----------------------------- | ----- | -- | --- | --- | --- | ---- | ----- |
| 1   | Alianza Lima                  | 37    | 24 | 8   | 5   | 80  | 69   | 29    |
| 2   | Club Sporting Cristal         | 37    | 22 | 10  | 5   | 76  | 79   | 38    |
| 3   | Coronel Bolognesi Tacna       | 37    | 17 | 9   | 11  | 60  | 54   | 50    |
| 4   | Sport Boys Callao             | 37    | 16 | 10  | 11  | 58  | 61   | 45    |
| 5   | Alianza Atlético Sullana      | 37    | 15 | 13  | 9   | 58  | 54   | 41    |
| 6   | Unión Huaral                  | 37    | 14 | 8   | 15  | 50  | 40   | 57    |
| 7   | Cienciano Cuzco               | 36    | 14 | 7   | 15  | 49  | 48   | 42    |
| 8   | FBC Melgar                    | 37    | 12 | 8   | 17  | 44  | 46   | 52    |
| 9   | Universitario Lima            | 37    | 10 | 11  | 16  | 41  | 44   | 56    |
| 10  | Atlético Universidad Arequipa | 36    | 8  | 9   | 19  | 33  | 35   | 61    |
| 11  | Deportivo Wanka Huancayo      | 37    | 7  | 11  | 19  | 32  | 33   | 55    |
| 12  | Estudiantes de Medicina Ica   | 37    | 7  | 6   | 24  | 27  | 33   | 70    |

## Campeonato Peruano 2003
Według regulaminu o mistrzostwo kraju walczą zwycięzcy turniejów Apertura i Clausura. Gdyby ten sam klub zwyciężył w obu tych turniejach, automatycznie zostałby mistrzem Peru. By dany klub mógł walczyć o mistrzostwo kraju, nie tylko musi wygrać jeden z dwóch turniejów (Apertura lub Clausura), ale jednocześnie musi zmieścić się w najlepszej szóstce drugiego turnieju. Jeśli jeden ze zwycięzców nie zmieści się w najlepszej szóstce drugiego turnieju, to meczu o mistrzostwo nie będzie, a mistrzem Peru będzie drużyna, która wygrała jeden z turniejów (Apertura lub Clausura) i w drugim znalazła się w pierwszej szóstce. W przypadku, gdy obaj zwycięzcy turniejów nie uplasują się w czołowej szóstce „przegranych turniejów”, to mistrzem Peru zostanie najlepszy klub w tabeli sumarycznej sezonu.
O mistrzostwo Peru zmierzył się zwycięzca turnieju Apertura (Club Sporting Cristal – w Clausura 3. miejsce) ze zwycięzcą turnieju Clausura (Alianza Lima – w Apertura 2. miejsce).
| Data             | Mecz |
| ---------------- | --- |
| 31 stycznia 2004 | Alianza Lima – Club Sporting Cristal 2:1 (1:1, 1:1) 1:0 Roberto Silva 33, 1:1 Jorge Antonio Soto 27, 2:1 Jefferson Farfán 91 |

Mistrzem Peru w 2003 roku został klub Alianza Lima, natomiast wicemistrzem Peru – klub Club Sporting Cristal.

## Strzelcy bramek 2003
| Gole | Piłkarz            | Klub                                                     |
| ---- | ------------------ | -------------------------------------------------------- |
| 20   | Luis Bonnet        | Club Sporting Cristal                                    |
| 19   | Pedro García       | Alianza Atlético Sullana                                 |
| 17   | Sergio Ibarra      | Estudiantes de Medicina Ica Unión Huaral Cienciano Cuzco |
| 15   | Paul Cominges      | Universitario Lima                                       |
| 14   | Carlos Orejuela    | Sport Boys Callao                                        |
| 13   | Roberto Holsen     | Alianza Atlético Sullana Cienciano Cuzco                 |
| 12   | Jefferson Farfán   | Alianza Lima                                             |
| 12   | Jorge Antonio Soto | Club Sporting Cristal                                    |
| 12   | Miguel Mostto      | Coronel Bolognesi Tacna                                  |
| 11   | Johan Fano         | Coronel Bolognesi Tacna                                  |
| 11   | Manuel Barreto     | Coronel Bolognesi Tacna                                  |
| 11   | Rodolfo Miñán      | Deportivo Wanka Huancayo                                 |
| 11   | Sergio Junior      | Club Sporting Cristal                                    |
| 11   | Waldir Sáenz       | Alianza Lima                                             |